# Yokkaichi
Yokkaichi (wörtlich: „Markt am 4. Tag“; japanisch 四日市市 Yokkaichi-shi, „[kreisfreie] Stadt Yokkaichi“) ist eine Industrie- und Hafenstadt in der Präfektur Mie auf der japanischen Hauptinsel Honshū. Sie liegt 50 km südlich von Nagoya.

## Etymologie
Yokkaichi war früher ein bedeutender Marktort. Der Name der Stadt kommt daher, dass hier während der Azuchi-Momoyama-Zeit an den „vierten Tagen“ (4., 14. und 24.) des Monats der Markt stattfand.

## Wirtschaft
Neben Maschinenbau gibt es Erdölraffinerien, chemische Industrie (Petrochemie, Zement)- und Textilindustrie sowie Porzellanmanufakturen. Durch die rasante Industrialisierung kam es zu starken Umweltschäden und Luftverschmutzung, was bei der Bevölkerung zum so genannten Yokkaichi-Asthma führte. In den letzten Jahren wurden Maßnahmen ergriffen, um die Luftverschmutzung einzudämmen: Die Stadt wurde begrünt, und von industrieller Verschmutzung ist im Stadtzentrum mit seinen Alleen und Parks nichts zu spüren.

## Sehenswürdigkeiten
Yokkaichi hat bis auf wenige traditionelle Tempelanlagen keine bedeutenden Sehenswürdigkeiten und wird daher kaum von Touristen besucht. Wichtig ist der Hafen mit einem großen Containerumschlagplatz, den man – vom neuen Hafentower aus – von oben besichtigen kann. In Hafennähe wurden im Zusammenhang mit der Expo 2005 Pavillons und ein modernes überdachtes Stadion errichtet. Die in der Nähe befindlichen Bergketten und das Meer sind beliebte Ausflugsziele für Sommerfrischler. Berühmt sind die Teesorten aus der Umgebung.

## Geschichte
In der antiken Reichsgliederung gehörte die Gegend zum Kreis Mie der Provinz Ise in der Tōkaidō (dem Reichskreis).
Yokkaichi war während der Edo-Zeit eine Poststation (宿場町, Shukuba-machi) an der Tōkaidō (der frühneuzeitlichen Hauptstraße, die den antiken Reichskreis durchzieht). Es wurde von Shogunat direkt kontrolliert und ein eigener Shogunatsverwalter/Vogt in Yokkaichi installiert. Die frühere Vogtei Yokkaichi (Yokkaichi jin’ya) wurde später als Gebäude der Präfekturverwaltung von Mie genutzt, aber bei den Ise-Aufständen (伊勢暴動 Ise-bōdō) von 1876 zerstört.
1872 wurde Yokkaichi Sitz der Präfekturverwaltung von Anotsu, das daraufhin nach dem Landkreis in Mie umbenannt wurde. Schon 1873 wurde die Hauptstadt von Mie für die geplante Vereinigung mit der südlich angrenzenden Präfektur Watarai (Nachfolger des Yamada-bugyō, des Shogunatsverwalters für den Ise-Schrein; Verwaltungssitz in Yamada im Kreis Watarai) wieder nach Süden zurückverlegt, aber die Präfektur behielt ihren Namen. 1878/79 bei der Wiederherstellung der Landkreise als moderne Verwaltungseinheit wurde Yokkaichi Verwaltungssitz des Kreises Mie.
Bei der Einführung der heutigen Gemeindeformen 1889 wurden die Stadtviertel von Yokkaichi zur Stadt Yokkaichi (四日市町) mit damals 15.483 Einwohnern zusammengefügt. 1897 wurde sie mit 25.326 Einwohnern aus dem Landkreis Mie herausgelöst und zur Yokkaichi-shi. Sie war die 45. kreisfreie Stadt Japans. Nach zahlreichen Eingemeindungen im 20. Jahrhundert umfasst sie inzwischen den Großteil des ursprünglichen Landkreises. Zuletzt erweiterte 2005 die Stadt Kusu das Stadtgebiet von Yokkaichi im Süden.
Im Rahmen des Zweiten Weltkriegs wurde die Stadt im Juni 1945 und Juli 1945 mehrfach durch die United States Army Air Forces (USAAF) mit bombardiert. Der folgenschwerste Angriff war ein Flächenbombardement mit Napalmbomben am 18. Juni 1945. Die Angriffe zerstörten rund 57 % des Stadtgebietes, forderten 736 Tote und machten 47.153 obdachlos (siehe Luftangriffe auf Japan).

## Verkehr
- Straße:
  - Nationalstraße 1, Richtung Tokio oder Kyōto
  - Tōkaidō
- Zug:
  - JR Kansai-Hauptlinie
  - Kintetsu Nagoya-Linie
  - Kintetsu Yunoyama-Linie
  - Kintetsu Utsube-Linie
  - Kintetsu Hachiōji-Linie

## Städtepartnerschaften
- Long Beach, USA, seit 1963

## Söhne und Töchter der Stadt
- Akari Fujinami (* 2003), Ringerin
- Niwa Fumio (1904–2005), Schriftsteller
- Naoki Hattori (* 1966), Rennfahrer
- Ryūji Izumi (* 1993), Fußballspieler
- Yūma Kawamori (* 1993), Fußballspieler
- Hidemasa Kōda (* 2003), Fußballspieler
- Gōseki Kojima (1928–2000), Mangaka
- Satoshi Saida (* 1972), Rollstuhltennisspieler
- Shūichi Mase (* 1973), Fußballspieler und -trainer
- Shogo Nakamura (* 1992), Langstreckenläufer
- Katsuya Okada (* 1953), Politiker
- Keisuke Saka (* 1995), Fußballspieler
- Tamura Taijirō (1911–1983), Schriftsteller
- Katsuaki Watanabe (* 1942), Präsident der Toyota Motor Corporation
- Asahi Yada (* 1991), Fußballspieler

## Einzelnachweise

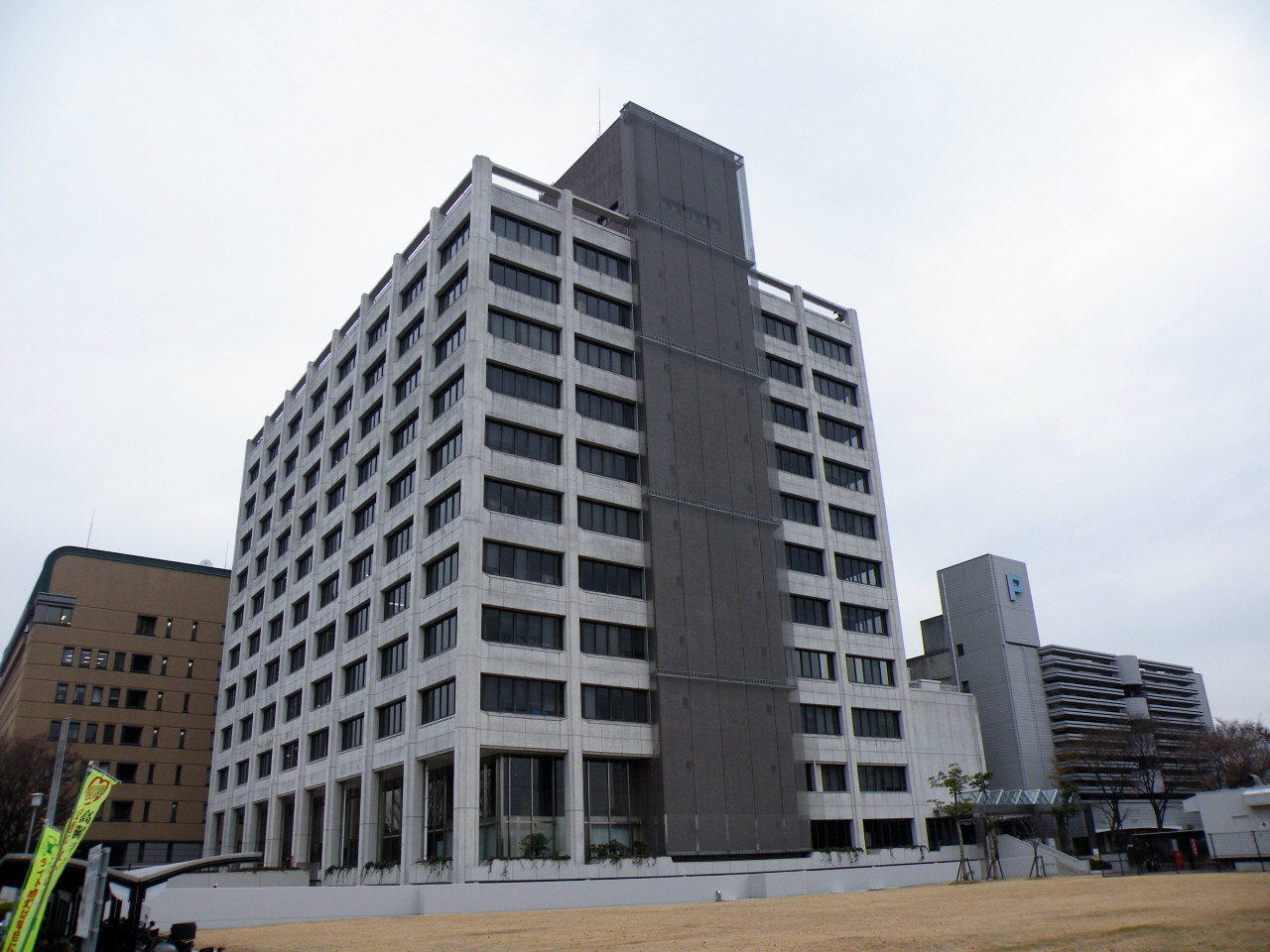
Rathaus von Yokkaichi

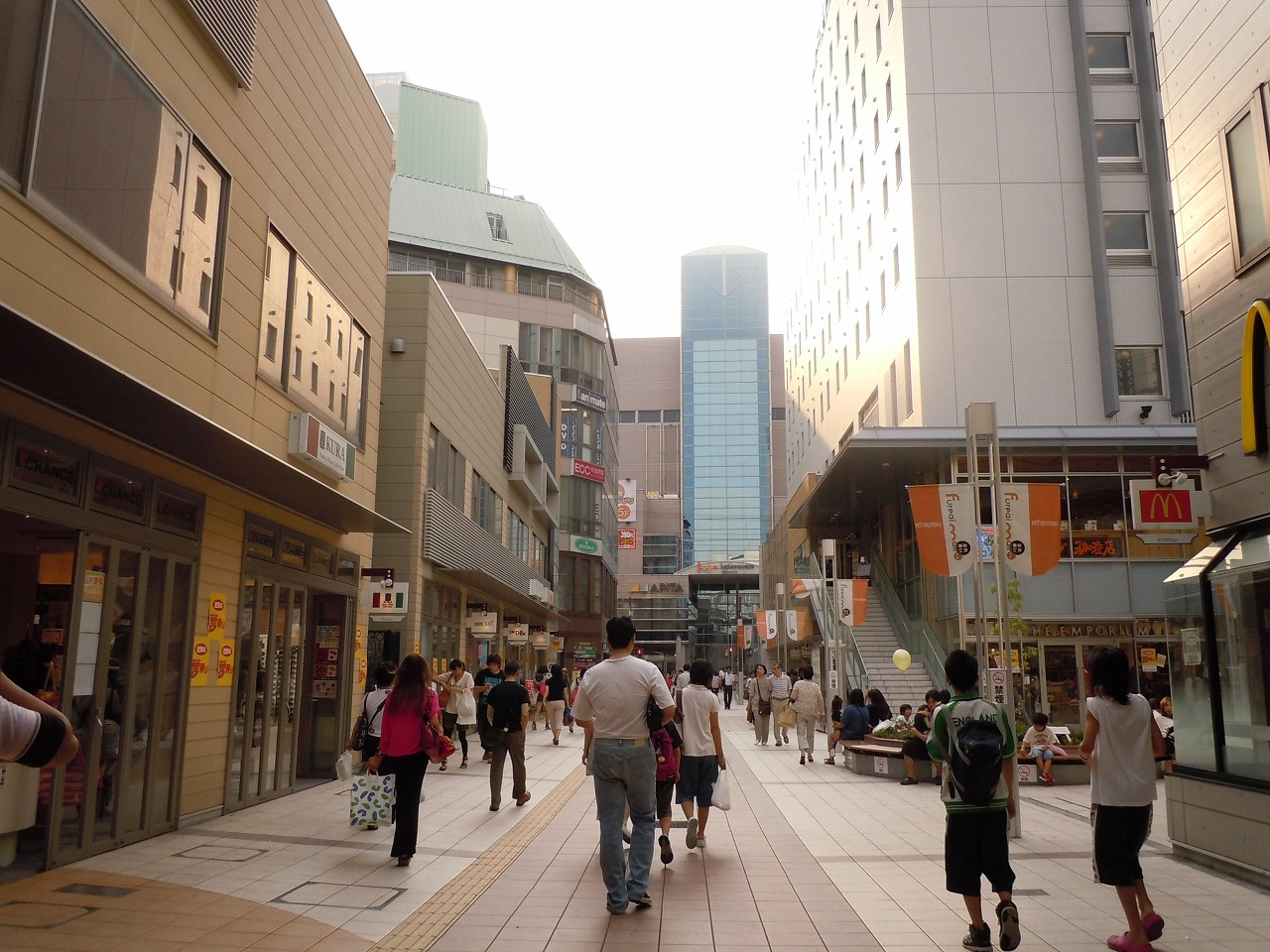
Yokkaichi-fureai-mall

## Angrenzende Städte und Gemeinden
- Kuwana
- Suzuka
- Inabe
- Kōka